# Prostitution in der Antike

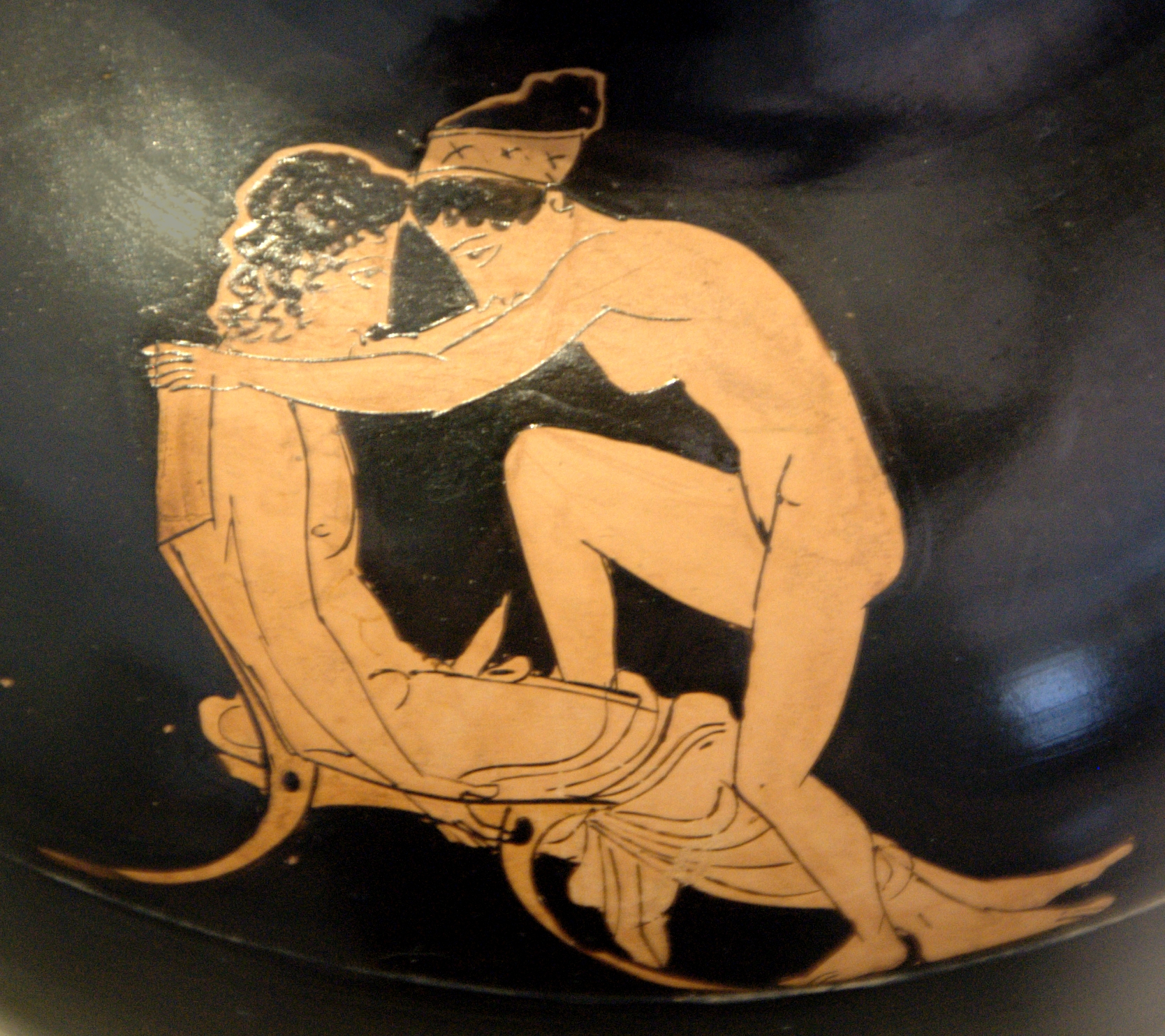
Mann und griechische Hetäre vor dem Geschlechtsverkehr; Rotfigurige Oinochoe des Schuwalow-Malers, um 430/420 v. Chr.

Prostitution in der Antike unterscheidet sich trotz vieler Gemeinsamkeiten von Prostitution in anderen Epochen. Im antiken Griechenland ist besonders die Einteilung in eine Unterschichtenprostitution und eine in der heutigen Wissenschaft recht umstrittene Oberschichtenprostitution von Hetären zu erkennen. Für Rom indes ist auffällig, dass es so gut wie keine hochpreisige Prostitution gab. Anders als viele andere Kulturen lehnten weder Griechen noch Römer männliche Prostitution ab, auch wenn sie nicht immer gern gesehen war. Prostituierte waren besonders häufig Sklaven, Sklavinnen und Freigelassene. Für das antike Griechenland ist die Situation in Athen relativ gut überliefert, sonst ist die Quellenlage recht dürftig. In römischer Zeit ist vor allem die frühe Kaiserzeit umfangreich durch historische Quellen zu rekonstruieren.

## Bezeichnungen
Das Substantiv Prostitution ist vom lateinischen Verb prostituere abgeleitet. Prostituere bedeutet wörtlich „(sich oder jemand anders) draußen auf die Straße stellen“, was „zum Verkehr anbieten“ bedeutet. Die Bezeichnungen für Prostituierte in der antiken Welt sind vielfältig und zum Teil drastisch. So gab es beispielsweise in Griechenland die Bezeichnung σποδεσιλαύρα (spodesiláura, „Gossenfegerin“), bei den Römern lupa („Wölfin“) und scortum („Fell“). Die meisten Bezeichnungen beziehen sich auf Frauen und ihre Käuflichkeit, so διώβολον (diōbolon, „Zwei-Obolen-Frau“), πόρνη (pórnē, von πέρνημι, pérnēmi, „in die Ferne verkaufen“) bei den Griechen und meretrix (von merere, „verdienen“) bei den Römern. Andere Bezeichnungen beziehen sich auf die Verfügbarkeit der Prostituierten: δῆμος (dēmos) und κοινή (koinē, beide Bezeichnungen stehen für „Gemeine“); die Römer verwendeten den Begriff publica („Öffentliche“). In einigen Fällen bezieht sich die Bezeichnung auch auf den Ort, wo eine Prostituierte nach Kunden suchte. So gibt es bei den Griechen die γεφυρίς (gephyrís, „Brückensteherin“) und bei den Römern die prostituta („die auf der Straße steht“).
Anders als bei den griechischen Ἑταίραι (Hetáirai, „Gefährtinnen“) und den römischen amicae („Freundinnen“) wollte ein Kunde keine längere Beziehung zu einer Prostituierten eingehen, sondern nur seine schnelle sexuelle Befriedigung.
Das Substantiv Prostitution (lateinisch prostitutio) wurde in der Antike ausschließlich von christlichen Autoren verwendet. Dies zeigt, dass erst eine neue Betrachtungsweise, die mit dem Christentum aufkam, das Bedürfnis nach einem entsprechenden Begriff erzeugte.

### Profane Prostitution

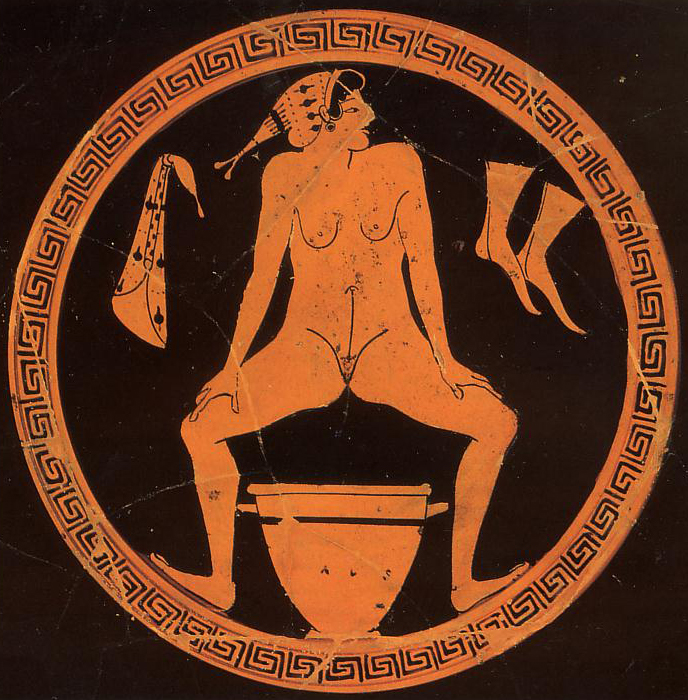
Prostituierte beim Urinieren; Innenbild einer Trinkschale des Erzgießerei-Malers, Rotfigurige Vasenmalerei, um 480 v. Chr.

### Hetärentum

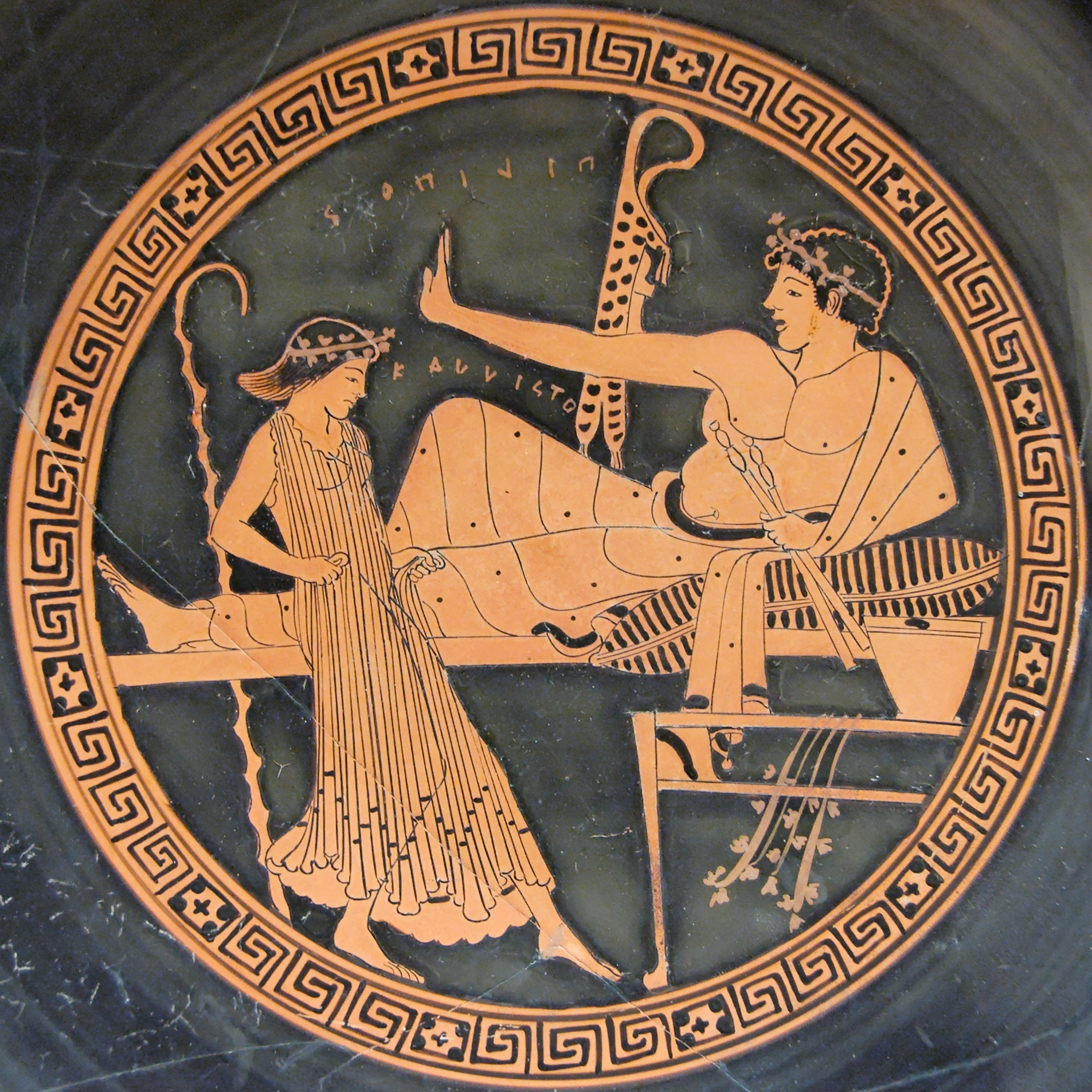
Eine Hetäre tanzt für einen Symposianten; Innenbild einer rotfigurigen Trinkschale des Brygos-Malers, um 480 v. Chr.

#### Artes meretriciae: Auftreten, Kleidung und Kunstfertigkeiten

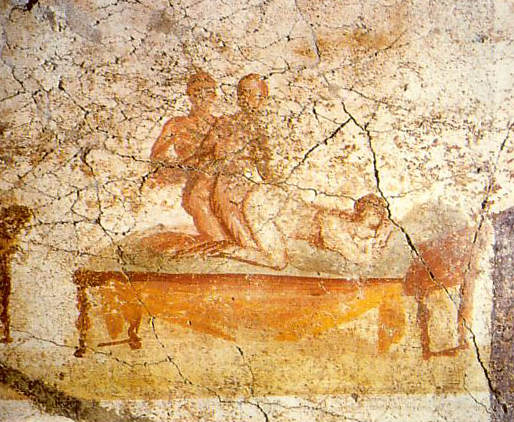
Zwei Männer und eine Frau beim Geschlechtsverkehr; Pompeji, Stabianer Thermen

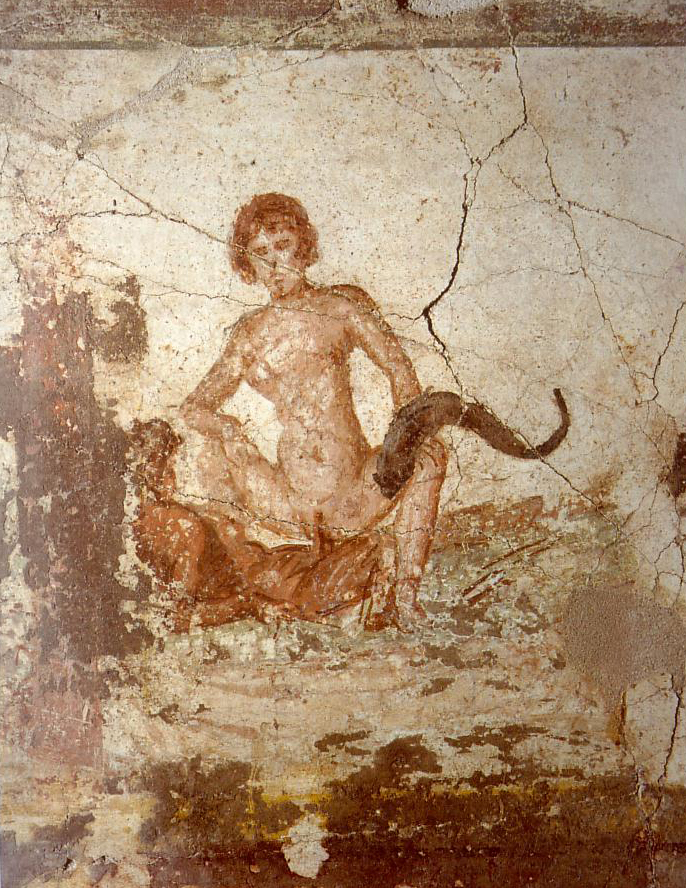
Frau beim Geschlechtsakt auf einem Mann sitzend; Pompeji, Stabianer Thermen

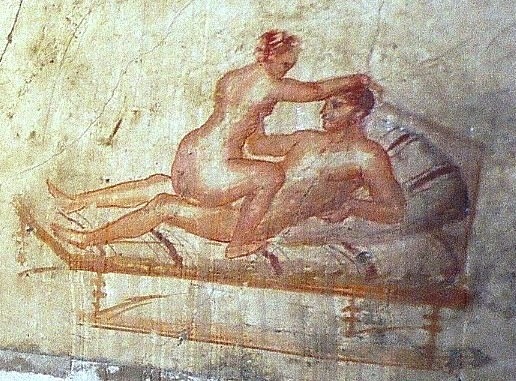
Geschlechtsakt auf einem pompejanischen Wandgemälde

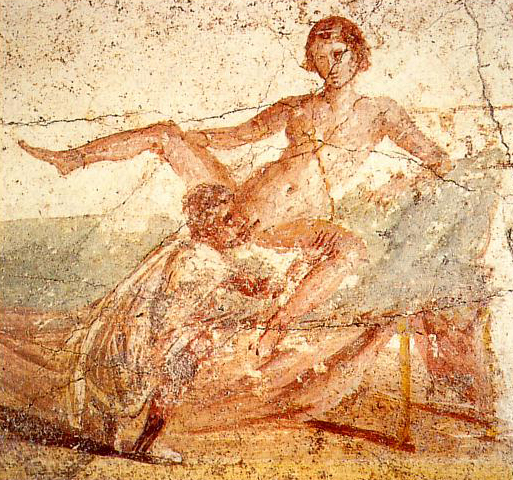
Mann und Frau beim Cunnilingus; Pompeji, Stabianer Thermen

#### Orte der Prostitution

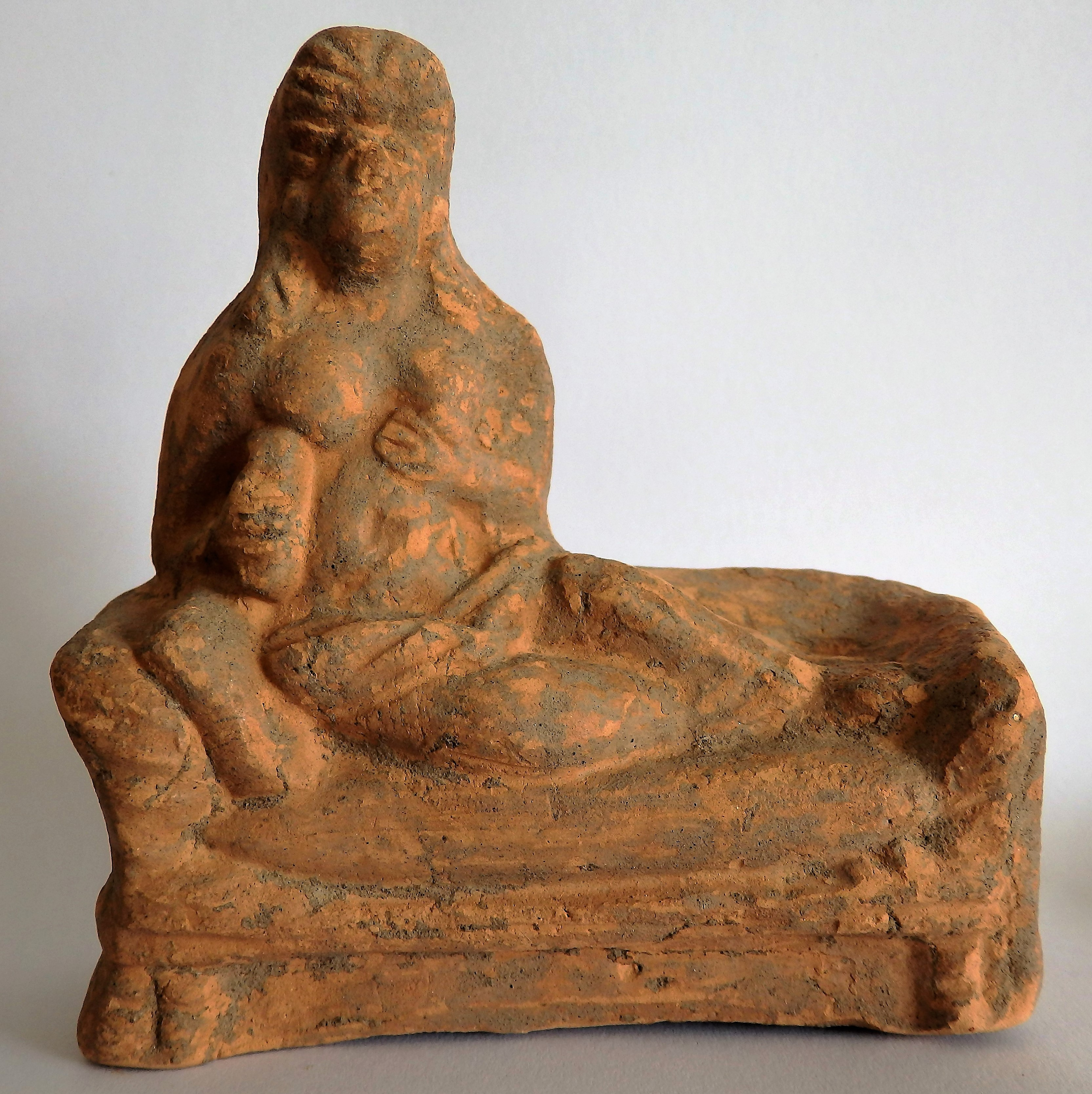
Barbusige Kurtisane auf Kline, 2.–3. Jh. n. Chr., matritzengeformter Ton

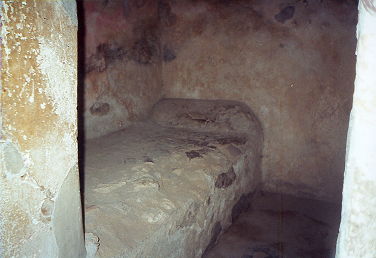
Blick in eine Zelle des pompejanischen Bordells von Africanus und Victor

## Prostitution im antiken Griechenland
Es ist unbekannt, seit wann es die Prostitution im antiken Griechenland im Sinne von sexueller Dienstleistung gegen Geld oder andere Entlohnung gab. Erstmals schriftlich bezeugt wird sie bei Archilochos im 7. Jahrhundert v. Chr. Aussagen über die Prostitution in Griechenland hat man, von Einzelfällen abgesehen, erst seit klassischer Zeit. Besonders Korinth war für seine Prostitution bekannt.